# 이종박
이종박(본명 : 이종민, 1975년 4월 18일 ~ )은 대한민국의 배우이자 가수이다.

## 학력
- 서울예술대학교 연극과

## 출연작

### 영화
- 《네모난원》 (2012년) - 송훈 역
- 《마리 이야기》 (2002년) - 어부 2 목소리 역
- 《카라》 (1999년) - 형사 역

### 드라마
- 《스위치 - 세상을 바꿔라》 (2018년, SBS)
- 《박대리는 휴가중》 (2016년, 웹드라마) - 김 팀장 역
- 《잘 키운 딸 하나》 (2013년, SBS)
- 《당신의 여자》 (2013년, SBS)
- 《장옥정, 사랑에 살다》 (2013년, SBS) - 통촉대신 역
- 《청담동 앨리스》 (2012년, SBS) - 이종박 역 (특별출연)
- 《마보이》 (2012년, 투니버스) - 강 기자 역
- 《넝쿨째 굴러온 당신》 (2012년, KBS2) - 노래강사 역
- 《그래도 당신》 (2012년, SBS)
- 《49일》 (2011년, SBS) - 고미진 역
- 《글로리아》 (2010년, MBC) - 대박 역
- 《가문의 영광》 (2008년~2009년, SBS) - 나말순의 동료경찰 역
- 《황금신부》 (2007년, SBS)
- 《외과의사 봉달희》 (2007년, SBS) - 서 선생 역
- 《연개소문》 (2006년, SBS)
- 《서울 1945》 (2006년, KBS1) - 7사단 하사 역
- 《황금사과》 (2005년, KBS2)
- 《불멸의 이순신》 (2004년, KBS1) - 곽재우 역
- 《무인시대》 (2003년, KBS1) - 박정부, 양가 역
- 《야인시대》(2002년, SBS) - 유지광의 수하 역

### 뮤지컬
- 《친정엄마》 (2012년)
- 《억수로 좋은날》 (2008년)
- 《차차차》 (2008년)
- 《하이라이트 콘서트》 (1999년)

### 연극
- 《불효자는 웁니다》 (2016년)
- 《여보 나도 할말있어》 (2014년)
- 《엄마의 소풍》 (2013년)

## 음반
- 《살짝 쿵이종박》 (2016년)
- 《누나는 짱》 (2009년)